# Callogryllus orientalis
Callogryllus orientalis är en insektsart som först beskrevs av Bolívar, I. 1900.  Callogryllus orientalis ingår i släktet Callogryllus och familjen syrsor. Inga underarter finns listade i Catalogue of Life.